# Stroevenbos

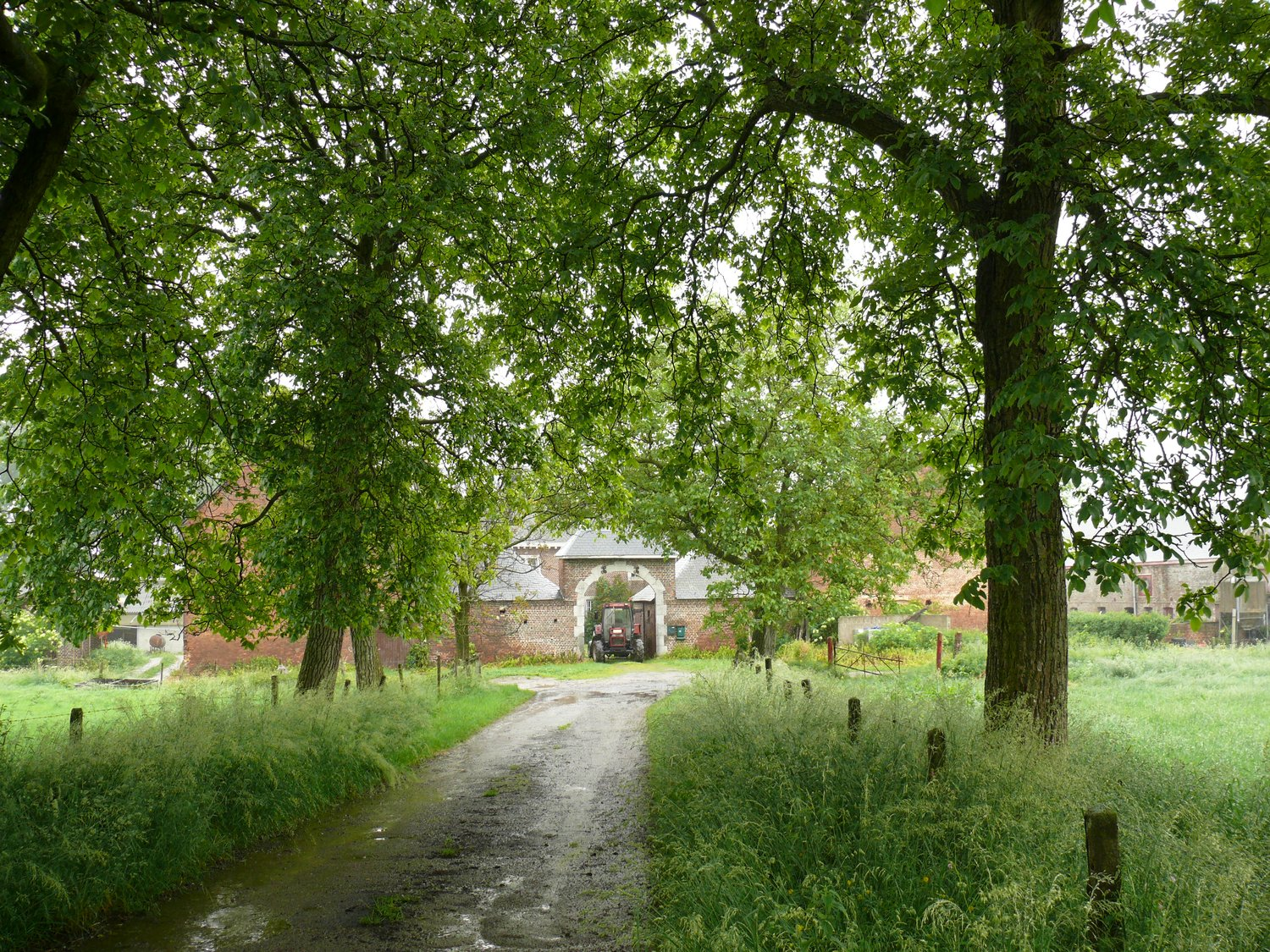
Strouvenbos dreef met notelaars bij Hoeve Stroevenbos in Sint-Martens-Voeren

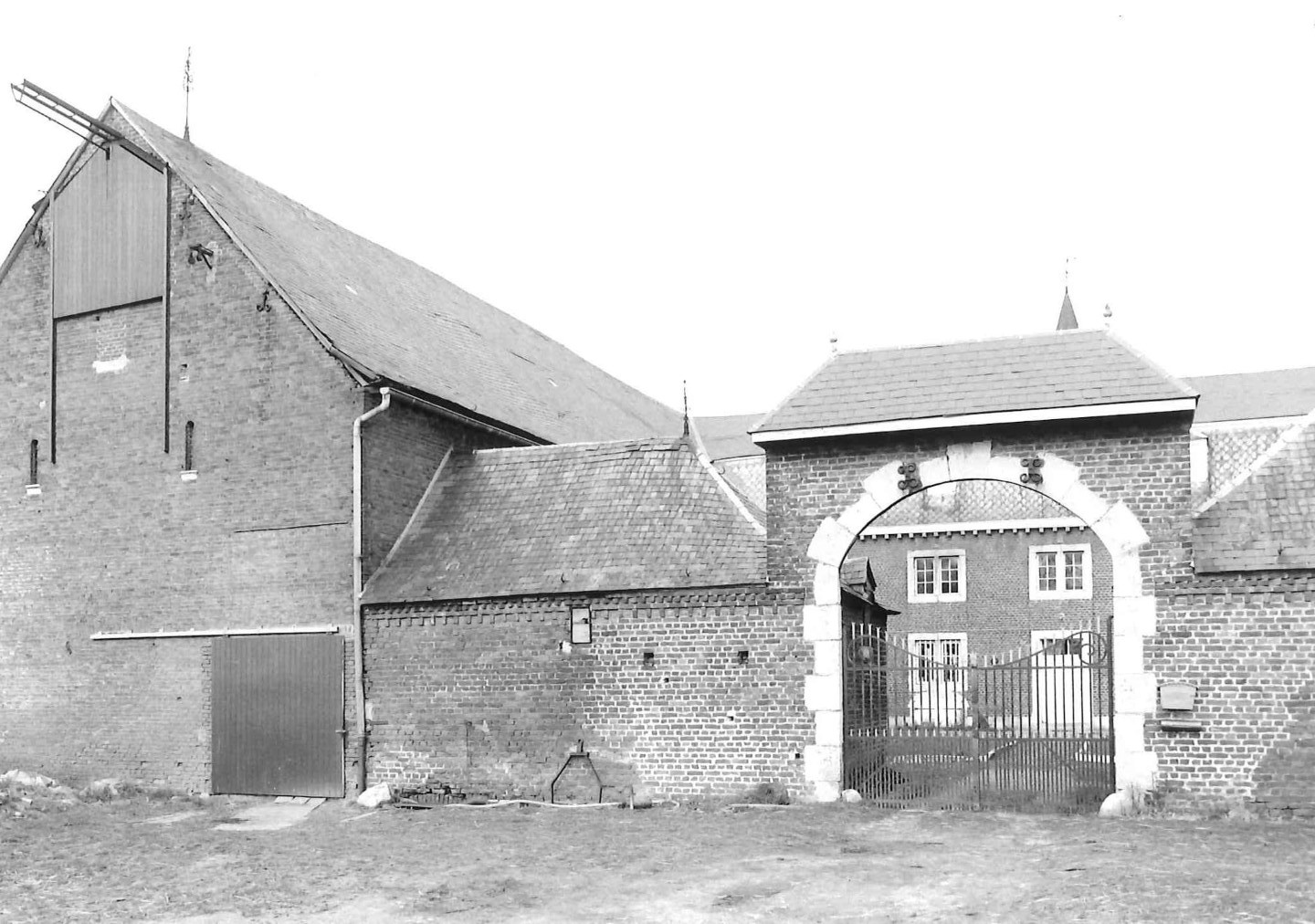
Hoeve op Stroevenbos

Stroevenbos, ook Strouvenbos, is een Belgisch gehucht in de Limburgse gemeente Voeren. Het bevindt zich langs de gelijknamige straat in de deelgemeente Sint-Martens-Voeren aan de Vlaams-Waalse taalgrens, dicht bij het iets grotere gehucht Hagelstein. In het gehucht Stroevenbos bevindt zich een van de twee hoogste punten van het Vlaams gewest. De heuveltop van 287,5 meter hoogte is daarmee even hoog als een vlakbij gelegen andere top, de Reesberg.
Het gelijknamig Stroevenbos op de site maakt samen met het aangrenzende Vrouwenbos en het Sint-Gillisbos deel uit van het Natura 2000 gebied Voerstreek.
In Stroevenbos bevindt zich tevens de vierkantshoeve Strouvenbos, die in 1729 eigendom was van Arnold Hyacinth de Wijnants, hoogproost van het Sint-Servaaskapittel van Maastricht. De hoeve is sinds 2018 geregistreerd als onroerend erfgoed.
Deelgemeenten: 's-Gravenvoeren · Moelingen · Remersdaal · Sint-Martens-Voeren · Sint-Pieters-Voeren · Teuven

Overige kernen: Berg · Drink · Gieveld · Hagelstein · Ketten · Knap · Krindaal · Nurop · Obsinnich · Peerds · De Plank · Reesberg · Rullen · Schilberg · Schophem · Schoppemerheide · Sinnich · Snauwenberg · Stroevenbos · Swaan · Ulvend · Veld · Veurs

Belgische gemeenten · Arrondissement Tongeren · Limburg · Vlaanderen